# Eliades Ochoa

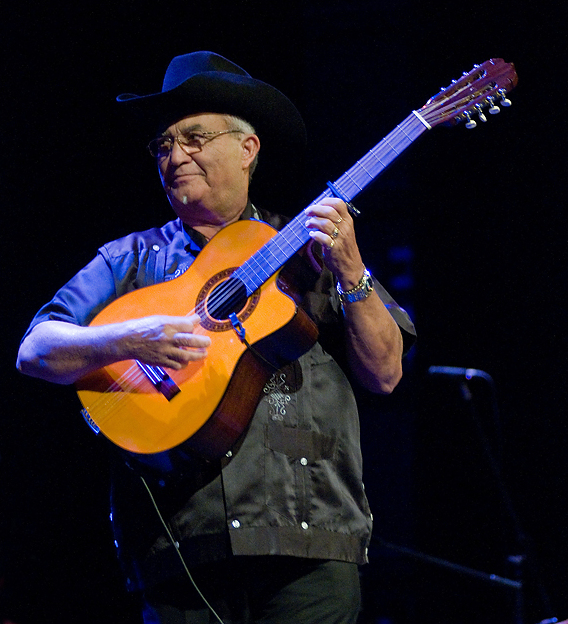
Eliades Ochoa (2009)

Eliades Ochoa (geboren als Eliades Ochoa Bustamante, Songo - La Maya, 22 juni 1946) is een zanger en gitarist uit Cuba.
Eliades Ochoa komt uit een bescheiden gezin uit Songo - La Maya, Cuba. Hij leerde gitaar en tres te spelen toen hij zes was. Zowel zijn moeder als zijn vader speelden de tres en speelde als kind vanaf 1958 in de prostitutiebuurten van Santiago de Cuba om bij te dragen tot het levensonderhoud van zijn familie.
Zijn voornaamste muzikale stijlen zijn guajira, deguaracha en de bolero.
Eliades werd lid van het Septeto Típico Oriental in 1969 en was aanvaard bij de Casa de la Trova in 1970. In 1978 werd hij lid van El Cuarteto Patria.
Hij werd wereldwijd bekend door zijn deelname in de muziekgroep Buena Vista Social Club, en de gelijknamige film van Wim Wenders.
In 2010 nam hij een album met Cubaanse en Malinese muzikanten op, Afrocubism. Dit album was al langer gepland, en was het initiële idee voor het album Buena Vista Social Club. Dat plan kon uiteindelijk niet kon doorgaan omdat de Malinese muzikanten geen visum voor Cuba kregen.

## Discografie

### met Cuarteto Patria
- Estoy Como Nunca – 2002 (Higher Octave)
- Llega El Cuarteto Patria – 2002 (Egrem)
- Tribute to the Cuarteto Patria – 2000 (Higher Octave)
- Eliades Ochoa Y El Cuarteto Patria – 2000 (Egrem)
- Sublime Illusión – 1999 (Higher Octave, Virgin)
- A Una Coqueta – 1993
- Lion Is Loose – 1996 (Cubason, Melodie)
- CubAfrica with Manu Dibango – 1998 (Mélodie)

### met Buena Vista Social Club
- Buena Vista Social Club  – 1997 World Circuit / Nonesuch Records
- Buena Vista Social Club at Carnegie Hall – 2008 World Circuit / Nonesuch Records (livealbum)

### Solo
- Chanchaneando – 2000 (Para)
- Cuidadito Compay Gallo – 2001 (Egrem)
- Son De Oriente – 2001 (Egrem)
- Son De Santiago – 2003 (Edenways)
- Ochoa Y Segundo – 2003 (Edenways)
- Se Soltó un León – 2006
- La collección cubana: Eliades Ochoa – 2006 Compilation (Nascente NSCD 114).

### met BLØF
- Hemingway – 2006

### NPO Radio 2 Top 2000
| Nummer met noteringen in de NPO Radio 2 Top 2000 | '07 | '08  | '09 | '10 | '11  | '12  | '13  | '14  | '15  | '16  | '17  | '18  | '19 | '20  |
| ------------------------------------------------ | --- | ---- | --- | --- | ---- | ---- | ---- | ---- | ---- | ---- | ---- | ---- | --- | ---- |
| Hemingway (met BLØF)                             | 380 | 1643 | 797 | 776 | 1114 | 1073 | 1205 | 1382 | 1602 | 1672 | 1779 | 1880 | -   | 1731 |

1. ↑  Een '-' betekent dat het nummer niet was genoteerd en een vetgedrukt getal geeft de hoogste notering aan.
2. ↑  2007 was het eerste jaar met een notering voor dit nummer.
3. ↑  Deze tabel is bijgewerkt tot en met de laatste editie (2024).